# XEphem
XEphem ist ein Astronomieprogramm unter X11/Motif für Linux, Mac OS X und weitere unixartige Betriebssysteme. Es handelte sich um proprietäre Software, deren Quellcode für den privaten Einsatz jedoch kostenfrei verfügbar ist. 2021 wurde es vom Autor unter der MIT-Lizenz freigegeben.
Durch den Einsatz von VSOP87 erreicht XEphem eine sehr hohe Genauigkeit bei der Berechnung der Ephemeriden, der aktuellen Planetenpositionen. Dies erklärt auch den Namen XEphem: Ephemeriden unter dem X Window System.

## Funktionalität
Das seit 1993 kontinuierlich weiterentwickelte Programm verfügt über einen sehr großen Funktionsumfang, der klar auf die Bedürfnisse des beobachtenden Sternfreundes ausgerichtet ist. Wesentliche Elemente hiervon sollen im Folgenden skizziert werden.

### Sternkarte
XEphem kann zunächst einmal eine aktuelle, also zeit- und standortbezogene, Sternkarte (XEphem: sky view) erstellen, die die jeweiligen Positionen von Planeten, Asteroiden, Kometen und auch Satelliten enthalten kann. Dabei können Ausschnitt bzw. Zoomfaktor sowie die darzustellenden Objekte nach Typ und auch nach Helligkeit gewählt werden. Detailkarten mit hohem bzw. maximalem Zoomfaktor können über Internet auch mit Bildmaterial der Digitized Sky Survey unterlegt werden.

### Ephemeriden
Bereits das Programm ephem, aus dem das X11-Programm XEphem hervorgegangen ist, konnte Ephemeriden (XEphem: data table), also die aktuellen Positionen der Planeten, berechnen. Die Ephemeridentabelle von XEphem lässt sich sowohl um zahlreiche, aus den Koordinaten ableitbare Größen als auch um weitere, über Kataloge oder Bahnelemente definierte Objekte des Sonnensystems erweitern.

### Sonnensystem
Auch ein modellhafter Blick auf die Ekliptik, die gemeinsame Ebene, in der die Planeten um die Sonne kreisen, ist möglich. Auch hier können weitere Objekte des Sonnensystems integriert werden; dazu wählt man unter data index ein Objekt aus und speichert es als Favorit. Das so entstehende dreidimensionale Modell unseres Sonnensystems kann aus verschiedenen Blickrichtungen betrachtet werden.

### Mondatlas
Die erdzugewandte Seite des Mondes steht als interaktiver Mondatlas zur Verfügung. Auf Wunsch werden auch mondnahe Fixsterne und Planeten dargestellt, so dass sich auch Mondbedeckungen simulieren lassen.

### Jupiter
Jupiter, seine vier Galileischen Monde sowie deren Schatten können ebenfalls in aktueller Lage dargestellt werden. Auch der Große Rote Fleck, ein sehr stabiles Wirbelsturmsystem der Juptieratmosphäre, wird erfasst. Da die geographische Länge des Großen Roten Flecks gewissen Schwankungen unterliegt, kann die Länge des Flecks manuell festgelegt werden.
Ähnliche Funktionalität wird auch für die Planeten Saturn und Uranus angeboten.

### Erde
Auch die Erde kann sowohl als Kugel als auch in einer Zylinderprojektion dargestellt werden. In einer Animation lassen sich die tages- und jahreszeitlichen Verschiebungen der von der Sonne beleuchteten Halbkugel beobachten. Phänomene wie die Mitternachtssonne in Polnähe und Fragen nach der Verschiebung von Sonnenauf- und Untergangszeiten sind hier gut nachvollziehbar. Auch die Kernschattenzone bei einer Sonnenfinsternis werden berechnet und hier angezeigt.
Über Internet lässt sich auch die aktuelle globale Wettersituation darstellen.

Wenn in Augsburg die Sonne untergeht, ist es je nach Jahreszeit an anderen Orten desselben Meridians noch hell

### Animationen
Bewegte Darstellungen lassen sich als eine Sequenz von Einzelbildern mit gleichbleibendem zeitlichem Abstand erzeugen. In manchen Ansichtsfenstern (etwa im earth view und im solar system view) gibt es hierzu einen eigenen Menüpunkt Animation demo. Die nebenstehende Animation der Tag-Nacht-Grenze wurde mit XEphem erzeugt. In Wirklichkeit ist der Übergang von Tag zu Nacht geometrisch natürlich nicht so scharfkantig begrenzt, wie die Grafik es suggeriert. Es handelt sich vielmehr um einen einige hundert Kilometer breiten Streifen. Bei Sonnenuntergang wirkt die Erdatmosphäre wie eine Linse und verzögert diesen scheinbar. Dieser Effekt, der genauso auch horizontnahe Sterne betrifft, wird von XEphem bei der Erstellung einer Sternkarte im Horizontsystem übrigens berücksichtigt. Hierzu dienen die Angaben der Standorthöhe über dem Meeresspiegel und der aktuellen Temperatur im Hauptfenster.
Der Zeitabstand zwischen je zwei Bildern der nebenstehenden Animation beträgt 14 Tage plus oder minus der Zeit bis zum lokalen Sonnenuntergang. Die einzelnen Bilder wurden im earth view erstellt und einem XEphem movie hinzugefügt. Durch Abspeichern entstand eine Folge von png-Dateien, die mit netpbm-Tools ins GIF-Format überführt und mit gifslice zu einer GIF-Animation zusammengefügt wurden.

### Trails
Daneben lassen sich Bahnen von Planeten und anderen ortsveränderlichen Objekten als sogenannte trails, also als eine Art Leuchtspur, die diese Objekte hinter sich herzuziehen scheinen, erzeugen. Auf diese Art wurde die Marsschleife in dem oben rechts dargestellten Screenshot erzeugt.
Solche trails machen in der Regel nur bei Verwendung des Äquatoriales Koordinatensystems Sinn. Bei Verwendung des Azimutales Koordinatensystems warnt XEphem den Benutzer vor entsprechend verwirrenden Sternkarten.

### Zeitreihen und Graphen
Die Möglichkeits, XEphem eine Folge von Momentaufnahmen jeweils im gleichen zeitlichen Abstand generieren zu lassen, lässt sich sowohl zur Erstellung von Zeitreihen mit Ausgabe in eine Textdatei (list values unter tools) als auch zur graphischen Darstellung astronomische Größen und ihrer Abhängigkeiten (plot values) nutzen.

## Kataloge
Das Programm XEphem selbst kennt nur wenige fest einprogrammierte Objekte: Die Planeten und ihre wichtigsten Monde. Alle anderen Himmelskörper sind in sogenannten Katalogen (vgl. Sternkatalog) definiert, welche zur Laufzeit geladen und entladen werden können. XEphem verwendet hier ein eigenes Textformat, das gewöhnlich die Dateiendung .edb verwendet. Die wichtigsten dieser Kataloge liegen dem XEphem Quellcode bei – die großen sind in eine weitere git Bibliothek augelagert. Häufig bieten astronomische Institute Kataloge für XEphem im Internet zum Download an.

### Bahnelemente
Die jeweils nur über kurze Zeitspannen brauchbaren Bahnelemente von Asteroiden, Kometen und Satelliten können sogar direkt in XEphem (Menüpunkt Data Download) von den einschlägigen Instituten (Minor Planet Center der Harvard University, Internationale Astronomische Union, Lowell-Observatorium) bequem via Internet aktualisiert werden.

### Field Stars
Der von XEphem standardmäßig benutzte Fixsternkatalog SKY2k65.edb enthält gut achttausend Fixsterne bis etwa 7 mag. Dies entspricht in etwa denjenigen Sternen, die bei günstigen Sichtbedingungen mit bloßem Auge noch erkennbar sind (bis etwa 6,5 mag). Bereits mit einem leistungsfähigen Feldstecher lassen sich deutlich lichtschwächere Sterne, etwa bis 10 mag, beobachten.
Zur Darstellung der schon recht großen Anzahl derart lichtschwacher Sterne verfügt XEphem über einen raffinierten Mechanismus für sogenannte  field stars. Es besteht nämlich keine Notwendigkeit, alle diese Sterne in den Arbeitsspeicher zu laden. Denn sinnvollerweise sollten diese Sterne nur bei einem entsprechend hohen Zoomfaktor und damit kleinem Bildausschnitt dargestellt werden. Erst bei großem Zoomfaktor werden daher zusätzlich aus einem speziellen Katalog (in binärem Format, einen Quadtree verwendend) aufgerufen nur die im jeweiligen Himmelsausschnitt darzustellenden lichtschwachen Sterne gezeigt.